# Зоряне (Дніпровський район)
Зоряне — село в Україні, у Любимівській сільській громаді Дніпровського району Дніпропетровської області. Станом на 2024 рік у селі зареєстровано 393 осіб.

## Назва
29 квітня 2024 року Комітет Верховної Ради України з питань організації державної влади, місцевого самоврядування, регіонального розвитку та містобудування подав до ВР постанову про перейменування села на Зоряне. До вересня 2024 р. село носило назву Перше травня.

## Географія

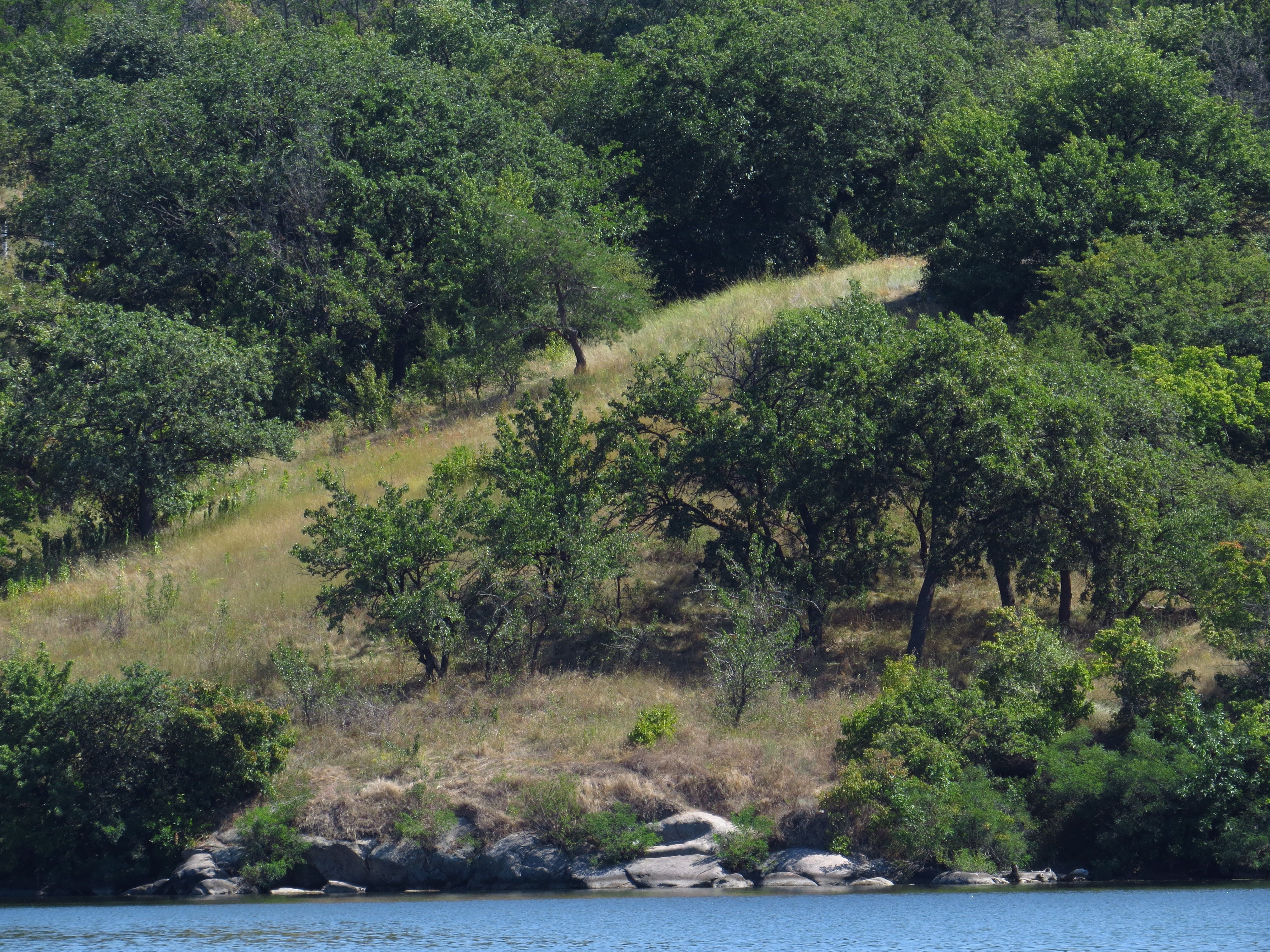
Природа біля села

Село Зоряне розташоване на лівому березі річки Дніпро, вище за течією на відстані 4,5 км розташоване село Любимівка, нижче за течією на відстані 3 км розташоване село Діброва, на протилежному березі — село Волоське. Південніше села був Лоханський хутір з будинком офіцерів шляхів сполучення, що лежав навпроти Лоханського порогу. З півночі Яцова балка і з півдня Лоханська балка. До села примикають масиви садових ділянок.

## Археологія
На північній межі села у балці Яцевій знайдено поселення пізньої бронзи (15-9 сторіччя до н. е.) й декілька поселень пеньківської культури слов'ян-антів.

## Населення

### Мова
Розподіл населення за рідною мовою за даними перепису 2001 року:
| Мова                | Відсоток |
| ------------------- | -------- |
| українська          | 77,8%    |
| російська           | 21%      |
| інші/не визначилися | 1,2%     |

## Економіка
- Молочно-товарна ферма.

## Релігійні споруди
В селі знаходиться Храм Собору преподобних Оптинських старців парафії Дніпропетровської єпархії УПЦ, адреса - вул. Жуковського, 39.